# Jean-Pierre Laissac
Pour les articles homonymes, voir Laissac (homonymie).
Jean-Pierre Laissac est un homme politique français né le 2 août 1809 à Montpellier et décédé le 25 juin 1858 à Paris.
Étudiant en droit, il participe aux journées de Juillet 1830. Nommé sous-préfet de Château-Chinon, il est destitué au bout de 9 mois. Avocat à Montpellier, il plaide dans des procès politiques. Procureur général à Montpellier en février 1848, il est député de l'Hérault de 1848 à 1849, siégeant à gauche.

## Sources
- « Jean-Pierre Laissac », dans Adolphe Robert et Gaston Cougny, Dictionnaire des parlementaires français, Edgar Bourloton, 1889-1891 [détail de l’édition]